# 小行星3946
小行星3946（英語：3946 Shor）是一颗围绕太阳公转的小行星。1983年3月5日，柳德米拉·卡拉季奇在克里米亚发现了此天体。
这颗小行星的绝对星等为272.4865797794585等。